# Hinterer Brochkogel
Hinterer Brochkogel är en bergstopp i Österrike.   Den ligger i distriktet Imst och förbundslandet Tyrolen, i den västra delen av landet, 400 km väster om huvudstaden Wien. Toppen på Hinterer Brochkogel är 3 635 meter över havet, eller 187 meter över den omgivande terrängen. Bredden vid basen är 0,83 km.
Terrängen runt Hinterer Brochkogel är varierad. Runt Hinterer Brochkogel är det ganska glesbefolkat, med 35 invånare per kvadratkilometer.. Närmaste större samhälle är Sölden, 14,5 km nordost om Hinterer Brochkogel. 
Trakten runt Hinterer Brochkogel är permanent täckt av is och snö.